# 다카시촌 (도쿠시마현)
다카시촌(高志村)은 도쿠시마현 묘자이군에 있던 촌이다. 현재의 이타노군 가미이타정에 해당한다. 1955년 3월 31일에 합병에 의해 가미이타정이 되어 소멸하였다.

## 역사
- 1889년 10월 1일 - 정촌제 시행에 수반해 묘자이군 다카시촌이 성립하였다.
- 1955년 3월 31일 - 이타노군 마쓰시마정, 오야마촌과 합병해 가미이타정이 되어 소멸하였다.

## 참고문헌
- 大日本篤農家名鑑編纂所編『大日本篤農家名鑑』大日本篤農家名鑑編纂所、1910年。
- 『市町村名変遷辞典』東京堂出版、1990年。